# Чопей, Ласло
Ласло Чопей (венг. Csopey László; 1 октября 1856 года, с. Ромочевица (ныне Мукачевского района Закарпатской области Украины) — 23 июня 1934 года, Будапешт, Венгрия) — педагог, филолог, языковед, переводчик.
Работал учителем гимназии в Будапеште. Автор и составитель многих учебников на подкарпатском русинском языке, адаптировал и перевëл для русинов ряд учебников.
Подготовил и опубликовал в 1878 году в Будапеште «Русинско-венгерского словаря» (Русько-мадярского словаря, венг. Rutén-magyar szótár), в котором было 20 тысяч слова. Автор научной статьи «Венгерские слова в русинском языке». (венг. Magyar szók a rutén nyelvben).
В своих учебниках, переведëнных с венгерского языка и русинско-венгерском словаре стремился приблизить литературный язык к русинскому разговорному.

## Источник
- Німчук В. В. Чопей Василь // Українська мова: Енциклопедія. — К.: Українська енциклопедія, 2000. ISBN 966-7492-07-9 (укр.)
- Русинськый Світ. 2009. 01. (русин.)
- Hollós Attila. Csopey László élete és művei. Nyíregyháza, 2004